# Mistrzostwa Czech w Lekkoatletyce 1996
27. Mistrzostwa Czech w Lekkoatletyce – zawody lekkoatletyczne, które odbyły się 7 i 8 września 1996 w Pradze.

## Rezultaty

### Mężczyźni
| Konkurencja:                  | Złoto                                                            | Wynik    | Srebro                                                                | Wynik    | Brąz                                                                  | Wynik    |
| Bieg na 100 m                 | Ivan Šlehobr                                                     | 10,80    | Martin Duda                                                           | 10,91    | Walter Pilch                                                          | 10,93    |
| Bieg na 200 m                 | Walter Pilch                                                     | 21,18    | Ivan Šlehobr                                                          | 21,20    | Tomáš Dřímal                                                          | 21,34    |
| Bieg na 400 m                 | Jan Poděbradský                                                  | 46,34    | Jiří Mužík                                                            | 46,74    | Jiří Šveněk                                                           | 47,53    |
| Bieg na 800 m                 | Filip Jedlík                                                     | 1:53,08  | Roman Oravec                                                          | 1:53,56  | Karel Znojil                                                          | 1:53,58  |
| Bieg na 1500 m                | Miloslav Suchý                                                   | 3:50,00  | Lukáš Vydra                                                           | 3:50,80  | Stanislav Vrba                                                        | 3:51,32  |
| Bieg na 5000 m                | Milan Drahoňovský                                                | 14:11,76 | Zdeněk Dúbravčík                                                      | 14:19,53 | Pavel Faschingbauer                                                   | 14:21,33 |
| Bieg na 10 000 m              | Jan Pešava                                                       | 28:48,07 | Luboš Šubrt                                                           | 29:28,47 | Vladimír Vašek                                                        | 29:38,12 |
| Bieg uliczny na 10 km         | Jan Pešava                                                       | 29:19    | Zdeněk Mezuliáník                                                     | 29:54    | Milan Drahoňovský                                                     | 30:04    |
| Bieg przełajowy na 10 km      | Michal Kučera                                                    | 31,03    | Jan Pešava                                                            | 31:07    | Zdeněk Mezuliáník                                                     | 31:46    |
| Bieg górski                   | Jan Pešava                                                       | 34:04    | Zdeněk Dúbravčík                                                      | 34,51    | Radomír Soukup                                                        | 35:11    |
| Półmaraton                    | Zdeněk Mezuliáník                                                | 1:03:46  | Luboš Šubrt                                                           | 1:05:20  | Martin Horáček                                                        | 1:05:20  |
| Maraton                       | Vlastimil Bukovjan                                               | 2:22:48  | Václav Ožana                                                          | 2:23:43  | Alexander Neuwirth                                                    | 2:26:18  |
| Bieg na 110 m przez płotki    | Tomáš Dvořák                                                     | 13,74    | Robert Změlík                                                         | 13,78    | Viktor Zbožínek                                                       | 14,29    |
| Bieg na 400 m przez płotki    | Lukáš Souček                                                     | 50,43    | David Nikodým                                                         | 51,03    | Aleš Maňásek                                                          | 51,50    |
| Bieg na 3000 m z przeszkodami | Michael Nejedlý                                                  | 8:48,15  | Jiří Šoptenko                                                         | 8:50,64  | Viktor Podškubka                                                      | 9:08,23  |
| Sztafeta 4 × 100 m            | Dukla Praha Tomáš Dvořák Martin Morkes Tomáš Dřímal Ivo Krsek    | 41,03    | Slavia Praha Petr Šarapatka Filip Myška Jan Grabmüller Ludvík Bohman  | 41,73    | Dukla Praha B Roman Šebrle Kamil Damašek Josef Hodač Roman Orlík      | 42,13    |
| Sztafeta 4 × 400 m            | Dukla Praha Kamil Damašek Jiří Mužík Jiří Šveněk Jan Poděbradský | 3:08,15  | Slavia Praha Petr Šarapatka Miloslav Sýkora Martin Jareš Roman Oravec | 3:17,79  | Spartak Praha 4 Karel Bláha Jiří Lehečka Tomáš Nakládal Karel Kolečko | 3:19,23  |
| Chód na 20 km                 | Hubert Sonnek                                                    | 1:27:29  | Jiří Malysa                                                           | 1:30:20  | Roman Bílek                                                           | 1:32:52  |
| Chód na 50 km                 | Hubert Sonnek                                                    | 4:13:19  | Roman Bílek                                                           | 4:13:47  | Jiří Mašita                                                           | 4:28:27  |
| Skok wzwyż                    | Tomáš Janků                                                      | 2,27     | Jan Janků                                                             | 2,24     | Libor Šalamoun                                                        | 2,18     |
| Skok o tyczce                 | Martin Kysela                                                    | 5,40     | Petr Špaček                                                           | 5,30     | Zdeněk Šafář                                                          | 5,20     |
| Skok w dal                    | Milan Gombala                                                    | 7,70     | Roman Orlík                                                           | 7,65 w   | Tomáš Votava                                                          | 7,59     |
| Trójskok                      | Radek Řezáč                                                      | 16,18    | Jiří Kuntoš                                                           | 15,65    | Martin Sýkora                                                         | 15,53    |
| Pchnięcie kulą                | Miroslav Menc                                                    | 19,08    | Richard Navara                                                        | 18,62    | Martin Bílek                                                          | 18,26    |
| Rzut dyskiem                  | Libor Malina                                                     | 61,78    | Marek Bílek                                                           | 60,56    | Stanislav Kovář                                                       | 56,60    |
| Rzut młotem                   | Pavel Sedláček                                                   | 79,56    | Vladimír Maška                                                        | 69,72    | Milan Horák                                                           | 60,54    |
| Rzut oszczepem                | Jan Železný                                                      | 88,46    | Patrick Landmesser                                                    | 77,72    | Robert Srovnal                                                        | 73,42    |
| Dziesięciobój                 | Roman Šebrle                                                     | 8210     | Jan Poděbradský                                                       | 8147     | Jiří Ryba                                                             | 8061     |

### Kobiety
| Konkurencja:               | Złoto                                                                       | Wynik    | Srebro                                                                        | Wynik    | Brąz                                                                            | Wynik    |
| Bieg na 100 m              | Gabriela Švecová                                                            | 11,54 w  | Hana Benešová                                                                 | 11,68 w  | Zdeňka Mušínská                                                                 | 11,73 w  |
| Bieg na 200 m              | Hana Benešová                                                               | 23,45    | Helena Fuchsová                                                               | 23,78    | Pavlína Vostatková                                                              | 24,12    |
| Bieg na 400 m              | Helena Fuchsová                                                             | 52,11    | Martina Pavlištíková                                                          | 56,08    | Denisa Glozarová                                                                | 56,29    |
| Bieg na 800 m              | Eva Kasalová                                                                | 2:11,57  | Lenka Švaňhalová                                                              | 2:11,65  | Michaela Kutišová                                                               | 2:12,45  |
| Bieg na 1500 m             | Romana Sanigová                                                             | 4:24,03  | Jarmila Halířová                                                              | 4:25,66  | Renata Hoppová                                                                  | 4:26,38  |
| Bieg na 5000 m             | Jana Kučeríková                                                             | 16:35,38 | Petra Drajzajtlová                                                            | 17:14,35 | Jitka Bělohlávková                                                              | 17:18,98 |
| Bieg na 10 000 m           | Iva Jurková                                                                 | 34:14,03 | Jana Klimešová                                                                | 34:45,56 | Věra Horká                                                                      | 36:17,19 |
| Bieg uliczny na 10 km      | Iva Jurková                                                                 | 34:25    | Jana Klimešová                                                                | 35:32    | Jana Kučeríková                                                                 | 35:52    |
| Bieg przełajowy na 6 km    | Jana Klimešová                                                              | 22:15    | Romana Sanigová                                                               | 22:30    | Jitka Krátká                                                                    | 22:56    |
| Bieg górski                | Dita Hebelková                                                              | 4351     | Jitka Krátká                                                                  | 44:10    | Renata Schlesingerová                                                           | 44:50    |
| Półmaraton                 | Monika Deverová                                                             | 1:16:15  | Jana Klimešová                                                                | 1:19:06  | Ivana Klosová                                                                   | 1:23:45  |
| Maraton                    | Kateřina Gerová-Šromová                                                     | 3:29:47  | –                                                                             | –        | –                                                                               | –        |
| Bieg na 100 m przez płotki | Iveta Rudová                                                                | 13,41    | Petra Šímová                                                                  | 13,95    | Helena Vinařová                                                                 | 13,97    |
| Bieg na 400 m przez płotki | Dagmar Urbánková                                                            | 58,38    | Dagmar Votočková                                                              | 58,83    | Martina Blažková                                                                | 59,25    |
| Sztafeta 4 × 100 m         | USK Praha Gabriela Švecová Denisa Obdržálková Kateřina Nekolná Iveta Rudová | 46,93    | SSK Vítkovice Radana Volná Bohdana Válková Markéta Pernická Zuzana Pastušková | 47,08    | Sparta Praha Jana Klečková Lenka Kadeřávková Gabriela Dvořáková Zdeňka Mušínská | 47,94    |
| Sztafeta 4 × 400 m         | Olymp Praha Helena Vinařová Eva Kasalová Dagmar Urbánková Helena Fuchsová   | 3:45,58  | AC Čáslav Lenka Čermáková Martina Vendová Martina Pavlištíková Hana Benešová  | 3:50,48  | Sokol SŠ České Budějovice Petra Smržová Nikol Špinová Klára Dubská Dana Vaňková | 3:52,77  |
| Chód na 10 km              | Tamara Heroldová                                                            | 52:01    | Pavla Choděrová                                                               | 56:00    | Ludmila Rychnovská                                                              | 56:21    |
| Skok wzwyż                 | Zuzana Kováčiková                                                           | 1,83     | Alena Nezdařilová                                                             | 1,79     | Hana Doleželová                                                                 | 1,79     |
| Skok o tyczce              | Daniela Bártová                                                             | 3,90     | Šárka Mládková                                                                | 3,70     | Daniela Nováková                                                                | 3,40     |
| Skok w dal                 | Helena Vinařová                                                             | 6,23     | Martina Žabková                                                               | 6,13     | Gabriela Dvořáková                                                              | 6,09     |
| Trójskok                   | Šárka Kašpárková                                                            | 14,42    | Jaroslava Neumanová                                                           | 12,54    | Ljuba Dušilová                                                                  | 12,49    |
| Pchnięcie kulą             | Zdeňka Šilhavá                                                              | 15,75    | Alice Matějková                                                               | 15,35    | Lucie Vrbenská                                                                  | 15,10    |
| Rzut dyskiem               | Alice Matějková                                                             | 60,46    | Zdeňka Šilhavá                                                                | 58,80    | Romana Podušková                                                                | 48,80    |
| Rzut młotem                | Markéta Procházková                                                         | 54,76    | Jana Lejsková                                                                 | 46,86    | Lucie Vrbenská                                                                  | 45,82    |
| Rzut oszczepem             | Nikola Tomečková                                                            | 56,44    | Romana Guzdková                                                               | 48,52    | Michaela Jačková                                                                | 47,14    |
| Siedmiobój                 | Helena Vinařová                                                             | 5867     | Kateřina Nekolná                                                              | 5533     | Jana Klečková                                                                   | 5350     |